# Дівчина з Парми
«Дівчина з Парми» (італ. La parmigiana) — італійський комедійний драматичний фільм 1963 року режисера Антоніо П'єтранджелі за мотивами однойменного роману Бруни П'ятті (1910—1979).

## Зміст
У фільмі описані сентиментальні любовні переживання сироти Дори. Після першої невдалої любовної пригоди з семінаристом Джакомо у рідному місті Дора втікає до Парми. Тут вона зустрічає Ніно Мечотті, дрібного шахрая, в якого вона закохується, та закоханого в неї Мікеле, пармського поліцейського, який хоче одружитися з нею. Вона вибирає Ніно, але виявляється, що той одружений …

## Ролі виконують
- Ніно Манфреді — Ніно Мечотті
- Катрін Спаак — Дора
- Діді Переґо[it] — Амнеріс Паґлюджі
- Ландо Будзанка[it] — Мікеле Пантано
- Ванні де Мегре[it] — Джакомо Бозеллі

## Навколо фільму
Фільмування кінострічки відбувалося на березі річки По біля Боретто, на віллі Павери-Фонтана в Коллеккіо, в містах Пармі, Риччоне (Ріміні), Римі та Саббйонеті (Мантуя).

## Нагороди
- 1963 Нагорода Міжнародного кінофестивалю у Лачено (Італія):
  - премія «Золотий Лачено» молодому акторові — Ландо Будзанка